# Aztreonam
Aztreonam – organiczny związek chemiczny, syntetyczny monobaktam, charakteryzujący się znaczną odpornością na działanie β-laktamaz. Jego aktywność przeciwbakteryjna podobna jest do aminoglikozydów i obejmuje tlenowe pałeczki i ziarenkowce Gram-ujemne.

## Spektrum działania
- pałeczki Gram-ujemne z rodziny Enterobacteriaceae:
  - Escherichia coli
  - Proteus spp.
  - Klebsiella
  - Enterobacter
  - Serratia
- Pseudomonas aeruginosa
- Neisseria gonorrhoeae
- Haemophilus influenzae

Mała aktywność wobec:
- Neisseria meningitidis
- Acinetobacter spp.
- Alcaligenes spp.
- Xanthomonas maltophilia

## Wskazania
- powikłane i niepowikłane zakażenia układu moczowego, w tym:
  - odmiedniczkowe zapalenie nerek
- zakażenia dolnych dróg oddechowych, w tym:
  - zapalenie płuc
  - zaostrzenie POCHP
- bakteriemia i posocznica
- zakażenia skóry i tkanek miękkich
- zakażenia wikłające gojenie ran pooperacyjnych
- oparzenia i owrzodzenia
- zakażenia jamy brzusznej, w tym:
  - zapalenie otrzewnej
- zakażenia w ginekologii, w tym:
  - zapalenie w obrębie miednicy mniejszej
  - zapalenie błony śluzowej macicy
- rzeżączka
- leczenie zakażeń w chirurgii, w tym:
  - ropni
  - zakażenia powikłane perforacją jelit
- zapalenie opon mózgowo-rdzeniowych
- zakażenia kości i stawów

## Przeciwwskazania
- nadwrażliwość na aztreonam
- należy zachować ostrożność u:
  - chorych z reakcjami alergicznymi w wywiadzie
  - chorych z niewydolnością nerek

## Działania niepożądane
- reakcje nadwrażliwości:
  - anafilaksja
  - obrzęk naczynioruchowy
  - skurcz oskrzeli
- ze strony skóry:
  - osutka
  - wybroczyny
  - świąd
  - plamica
  - nadmierna potliwość
  - rumień
  - pokrzywka
  - rumień wielopostaciowy
  - martwica toksyczno-rozpływna
 naskórka
  - złuszczające zapalenie skóry
- objawy hematologiczne:
  - neutropenia
  - eozynofilia
  - niedokrwistość
  - małopłytkowość
  - wydłużenie czasu protrombinowego
  - trombocytoza
  - leukocytoza
  - pancytopenia
  - krwawienia
  - dodatni odczyn Coombsa
- zwiększenie aktywności enzymów wątrobowych
- żółtaczka
- zapalenie wątroby
- objawy ze strony układu pokarmowego:
  - biegunka
  - nudności, wymioty
  - kolka
  - owrzodzenie błony śluzowej jamy ustnej
  - zaburzenia smaku
  - rzekomobłoniaste zapalenie jelit
  - krwawienia żołądkowo-jelitowe
- odczyny miejscowe:
  - zapalenie żyły po podaniu dożylnym
  - ból po podaniu domięśniowym
- kandydoza pochwy

## Preparaty
- Azactam